# Lars Holmin
Lars Olof Holmin, född 21 september 1975, är en svensk moderat politiker. Sedan 1 januari 2015 har han verkat som politiker i Västra Götalandsregionen. Sedan 
2022 är han gruppledare för Moderaterna i regionen, vice ordförande i regionstyrelsen och därmed regionråd i opposition. Holmin är även ledamot av Moderaternas partistyrelse.
Mandatperioden 2010-2014 var han kommunstyrelsens ordf. i Ulricehamns kommun.
Han är bosatt i Ulricehamn.